# Orcas Island
Оркас (енгл. Orcas Island) је острво САД које припада савезној држави Вашингтон. Површина острва износи 148 km². Према попису из 2000. на острву је живело 4.453 становника.